# Radosław Stępień

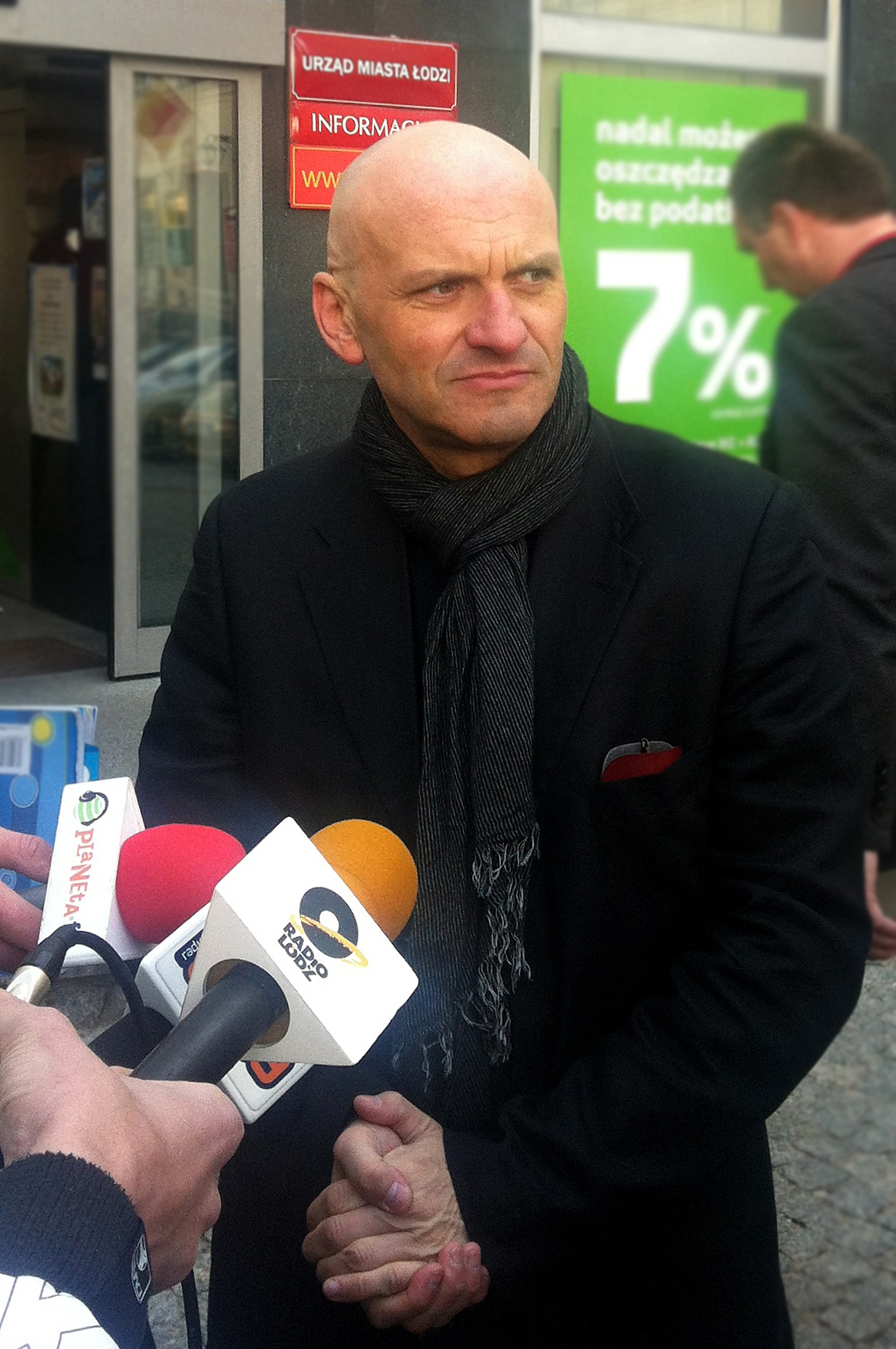
Radosław Stępień

Radosław Adam Stępień (ur. 19 września 1963 w Łodzi) – polski prawnik, urzędnik samorządowy, w latach 2009–2012 podsekretarz stanu w resortach związanych z infrastrukturą, w latach 2012–2014 zastępca prezydenta Łodzi.

## Życiorys
Studiował na Wydziale Filozoficzno-Historycznym Uniwersytetu Łódzkiego, ukończył studia prawnicze na tej uczelni. Był asystentem na Wydziale Prawa i Administracji UŁ. W latach 80. działał w tzw. ruchu samokształceniowym, po wprowadzeniu stanu wojennego współorganizował Komitet Samoobrony Młodych, zajmował się m.in. kolportażem ulotek drugiego obiegu i działalnością kurierską.
Po przemianach politycznych został pracownikiem Ministerstwa Przekształceń Własnościowych, następnie dyrektorem wydziału strategii miasta w łódzkim magistracie. W 1999 został wiceprezesem zarządu w prywatnej grupie brokerskiej, od 2003 do 2005 był dyrektorem departamentu promocji i współpracy zagranicznej w urzędzie marszałkowskim województwa łódzkiego. Powrócił następnie do biznesu, pełniąc kierownicze stanowiska w spółkach prawa handlowego.
Był członkiem Kongresu Liberalno-Demokratycznego i Unii Wolności, następnie przystąpił do Platformy Obywatelskiej. Z rekomendacji tej ostatniej w 2001 i 2019 bez powodzenia kandydował do Sejmu.
W listopadzie 2007 został szefem gabinetu politycznego ministra infrastruktury Cezarego Grabarczyka. 23 marca 2009 powołany na podsekretarza stanu w tym resorcie. Z dniem 23 listopada 2011 objął tożsame stanowisko w nowo utworzonym Ministerstwie Transportu, Budownictwa i Gospodarki Morskiej. Z dniem 28 lutego 2012 został odwołany ze stanowiska. 1 marca 2012 został przedstawiony przez prezydent Hannę Zdanowską jako wiceprezydent Łodzi. Dwa lata później zrezygnował z tego stanowiska w związku z objęciem funkcji wiceprezesa zarządu Banku Gospodarstwa Krajowego. Pełnił później funkcję doradcy prezydent Łodzi Hanny Zdanowskiej, w 2017 został prezesem zarządu Widzewskiego TBS.